# Kaiba Szeto
Kaiba Szeto (海馬 瀬人 nyugaton Seto Kaiba) egy kitalált karakter Takahasi Kazuki Yu-Gi-Oh! című manga- és animesorozatában és az egyik főszereplő. A sorozat alatt Jugi egyik riválisa az elején, de később megbarátkoznak és segítik egymást. Japánban van egy cége, a Kaiba Vállalat, egyben a sorozat helyszíne, Domino City egyik legjobb világbajnoka. Több alkalommal is párbajozott már Mutou Jugival, de már kapott is ki tőle.
A sorozat alatt próbálta megszerezni a négy Blue-Eyes White Dragon kártyalap negyedik darabját, de Jugi nagyapjánál volt, s nem adta oda, így egy párbaj során tudta megszerezni, majd széttépte. Több szereplővel is rossz viszonyban van, de egyedül kisöccsével, Mokuba-val van jóban, barátai alig vannak. Sokan önfejűnek és egokirálynak tartják. Dzsonoucsi Kacujat szokta mindig kioktatni, s leszólja a gyengesége miatt, ami miatt ő legszívesebben pépé verné.

## A szereplő megalkotása és az alapelgondolás
Kaiba Szeto nevét az egyiptomi Isten, Set után jött. Takahasi eredetileg Szetot egy szerencsejáték-társaság örökösének szánta, aki mindenáron játszani akart Jugi ellen, de később ezt megváltoztatta. Eredetileg neki nem szánt olyan karaktert, mint Jugi-nak, de ezt megváltoztatta, így megszületett Szeto pap is. A sorozatban (Duel Monsters) legtöbbször a hosszú fehér, ujjatlan, válltömött, szegecsekkel ellátott kabátban, fekete nadrág és pulóverben látjuk. A kabátján rajta van a Kaiba Vállalat első betűi (KC). Hogy egyedivé tegye a karaktert, ehhez az öltözékhez a felkarjára és a lábaira is helyezett öveket. A Duel Disk-et a bal karján hordja. Az eredeti mangában és a Yu-Gi-Oh! sorozat első részében zöld a haja színe, de a Duel Monsters-től már barna hajú.

### Háttere
Szeto gyermekkorára szinte az egész anime- és mangasorozatban kiderül, de az első és harmadik évadban jobban megismerhetjük a múltját. Édesanyja akkor halt meg, mikor kisöccsét, Mokubát szülte, az édesapja pedig 8 éves korában egy balesetben hunyt el. Rokonaik nem fogadták be őket, így árvaházba kerültek testvérével - akkor még nem derült ki a családneve. Első napukon a síró Mokubát vigasztalta, mert elvesztették szüleiket. Megnyugtatva azzal, azt mondja, apjuk helyet apjaként vigyázz rá, történjen bármi. Gyakran sakkoztak együtt, s legyőzte kisöccsét, de ösztönözte, hogy nyerhessen ő is. Kisöccsét az árvaházban más gyerek bántotta, de megvédte. Amikor egyszer homokoztak egy parkban, megígérte kisöccsének, hogy a világ minden részén nyitnak egy szórakoztató parkot, s lehetővé teszi, hogy az árváknak ingyenes legyen.
Amikor 10 éves lett, a Kaiba Vállalat akkori főnöke, Kaiba Gozaburo az árvaházba látogatott, őt és testvérét örökbe fogadta. Látta rajta, hogy milyen jól sakkozik, s egyszer kikapott tőle. Amikor örökbe fogadták testvérével, rosszul bánt vele fogadott apja: például már abban a korában többet akart megtanítani neki, mint a közgazdaságtanokat, a társadalomtudományi ismeretek, idegen nyelveket, és játékelméletet. Nevelőapja próbált nem úgy bánni vele, mint édesfiával, Noa-val, aki korábban egy balesetben megsérült, s meghalt. Egy virtuális világot hozott létre nevelőapja ahol találkozhat fiával. Ekkor próbálta őt megtanítani erre, s jobbnak bizonyult, mint hitte.
6 évvel később (16 évesen) már a tanulmányai elég fejlettek lettek arra, hogy a vállalat részvényeit és cég irányítását megszerezhesse nevelőapjától. Azután történt, hogy Gozaburo öngyilkosság következtében véget vetett az életének, kiugrott az ablakon.

### Kapcsolatai és személyisége
Kaiba Szeto karakterét Takahasi Kazuki alkotta meg. Olyannak alkotta, aki önfejű, flegma beszédű, arrogáns, önző, egomániákus, s nem törődik másokkal, csak testvérével és a párbajjal. Bár ennek ellenére, kisöccsét félti és az életét adná érte, hogy megvédhesse, ahogyan Mokuba is.
A sorozat folyamán kiderül róla, hogy nem hisz a kártya lelkében, se a mágikus dolgokban. Végül elfogadja, hogy ezek igazak. A cég vezetés és a párbajozás mellett még profi módon készíteni tud gépeket, mint a kézre csatolható párbajtábla.
A személyisége megváltozik a Yu-Gi-Oh! Duel Monsters második évadéban. Az elsőben elismeri, hogy képes Pegazus mások gondolataiban olvasni, bár nem szereti, ha Jugi vagy Kacuja nyíltan elismerik gondolataikat róla. A vágya, hogy legyőzze Jugit, a rögeszméjét és a haragját növeli, s ezzel csak azt mutatja, hogy semmibe veszi a barátaival együtt. Ennek ellenére az ellenség legyőzésében mindig segíti őket, általában arra hivatkozva ezzel, hogy van egy barátja, aki segíti. Jugi és barátai közül inkább Jugival jön ki a legjobban legtöbbször, Kacuja-val a legkevesebbszer.
Az árvaházban töltött ideje alatt néha magányosnak érezte magát. Akkor azt érezte, hogy egyedül van, ahogyan más ember is ilyen helyzetben. Kimutatja gyakran ő is, hogy milyen rossz magányosnak lenni, s azt szeretné, ha nyitottabbak lennének az emberek, de ő nem tudja megtenni, mert azt hiszi, mindenki egyedül van. A rossz modora a nevelőapja miatti bántalmazás és verés miatt van, aki nem szerette. Többször akkor érezni, hogy megbántották a lelkét, amikor Kacuja azt vágta hozzá, hogy a rossz modora miatt nincsenek barátai.
Ő az egyiptomi Szeto pap reinkarnációja. Örökölte tőle az ereje büszkeségét és gyengeségét, de a párbajok során nem mutatkozik ez nála. Ennek eredménye a fölény érzéke és az önteltsége, ami miatt másokat megsért, s ezért lenézik. Ekkor ad nehézséget neki az, amikor kénytelen másoktól segítséget kérni.
Kedvenc kártyalapja a Blue-Eyes White Dragon. A Yu-Gi-OH! Duel Monsters első epizódjában három már megvan belőle, s az utolsó darabot Jugi nagyapjától egy párbaj során tudta csak megszerezni, amit utána szét is tépet. Azonban Takahasi szerint Szetonak olyannyira rögeszméjévé vált ez a kártyalap, kisebb érzelmek jöttel elő Kisara miatt, akinek lelkében ott lakozik a sárkány, valamint mert Szeto pap reinkarnációja.

### A sorozatban való szereplésének áttekintése
Yu-Gi-OH! Duel Monsters
Szeto az iskola tantermében olvasva meghallja osztálytársától, Muto Jugi-tól, hogy nagyapjánál van egy ritka kártya, s utána jár. Elmegy a boltba, s a gondolata jó volt: a Blue Eyes White Dragon volt, s el akarta cserélni, de nem kapta meg. Másnap testőrséget küldött a boltba, akik elé vitték, s egy párbaj során megkaparintotta a lapot, majd Jugi-ék érkezése után széttépte.
Kiállt Jugi, vagyis Jami ellen, de kikapott. Ezután elveszti érdeklődését a párbajozás és a társaság iránt, s egy kis időre elutazik, hogy összeszedje magát. Később, miután eljutott a Párbajszigetre, Pagazus két embere el akarta kapni, de az ablakon kiugorva le tudta őket rázni. Halottnak hitték és elvették az egyik kékszemű sárkány lapját. Felmászott a sziklákon, s elindult megkeresni Jugi-t, majd kisöccsét, Mokubát. Egy földalatti titkos laboratóriumba jutott, ahol megtalálta a szigeten való párbaj tereket, s Jugi-t akadályok után sikerült is. Jugi ellenfele egy fantomja volt, akit vírussal látott el, így később Jugi nyert is, Szeto pedig eltűnt, mielőtt megtalálták volna. Kifejlesztett egy holografikus gépezetet, ami alkarja csatolható, s azzal is lehet párbajozni, a Duel Disk-et.
Később már akkor tűnt fel, amikor helikopterrel megérkezett a szigetre, miután megtudta, hogy Mokubat elkapta Pegazus, aki el akarja venni tőle a Kaiba Vállalatot. Találkozott Jugi-ékkal, s egy párbajban legyőzte Dzsonoucsi Kacuja-t, majd tovább ment.
Később Szaruvatari (Pegazus egyik embere) rátalál a szigeten, akit sikerül levernie, s Mokuba-hoz követeli vezetni. El is vezeti, de csapdába csalja, s siet Mokuba-hoz. Kijátssza az őröket, meg is találja kisöccsét, de Pegazus megérkezik, s elviszi a kisfiú lelkét, s kényszeríti egy Jugi elleni párbajra, s ha legyőzi, párbajozhatnak, és elengedi az öccsét, ha legyőzi. Szeto véghez viszi a feladatot, megszerezve Jugi csillagait. A Pegazus elleni párbajban kikap és elveszti a lelkét. Jugi menti meg később Mokuba-val és Szugorokuval.
Visszatérve a városba, kirúg mindenkit, aki ellene szövetkezett, de csapdába esik a saját keze által fejlesztett Virtuális Világban, így Jugi-ék mentik ki onnan.
A továbbiakban versenyt rendezz meg, amin ő is részt vesz. Szembe kerül régi riválisaival.
Az egyiptomi kalandban is részt vesz, ahol találkozik régi önmagával, Szeto pappal és Kisarával.

## Megjelenése a manga- és animesorozaton kívül
A Duel Monsters részeken kívül megjelenik a Duel Monsters GX néhány epizódjában és a Yu-Gi-Oh! The Pyramid of Light mozifilmben, ahol élet-halál harcot vív Jugi-val. Több megjelent videójátékban is megjelenik, a Power of Chaos egyik játékában ellene párbajozhatunk.

## Paklija
Szeto csakis az erős lapokat szereti, ezért ilyenekkel van majdnem tele a paklija. Használ Varázs- és Csapda lapokat is. Paklijában van a három Blue Eyes White Dragon, amit egyesíteni is tud Ultimate Dragonra (ilyenkor háromfejű sárkány jött létre). Ezzel általában győzelmet tud aratni.

### Szörnykártyái
- Battle Ox
- Blue Eyes White Dragon 3 db
- Grappler
- Gyakutenno Megami
- Hitotsu-Me Giant
- Judge Man
- La Jinn the Mystical Genie of the Lamp
- Mystic Horseman
- Mystical Elf
- Rude Kaiser
- Ryu-Kishin Powered
- Saggi The Dark Clown
- Swordstalker
- Trap Monster
- Blue-Eyes Ultimate Dragon
- Rabid Horseman

### Varázskártyái
- De-Spell x2
- Gift of the Mystical Elf
- Mesmeric Control
- Monster Reborn
- Negative Energy Generator
- Polymerization (Alternate version in the dubs)
- Shadow Spell
- Shrink
- Pot of Greed

### Csapdakártyái
- Ancient Lamp
- Crush Card Virus
- Defense Paralysis
- Negate Attack
- Ring of Destruction
- Interdimensional Matter Transporter

## Fordítás
- Ez a szócikk részben vagy egészben  a   Seto Kaiba című angol Wikipédia-szócikk fordításán alapul.  Az eredeti cikk szerkesztőit annak laptörténete sorolja fel. Ez a jelzés csupán a megfogalmazás eredetét és a szerzői jogokat jelzi, nem szolgál a cikkben szereplő információk forrásmegjelöléseként.
- Ez a szócikk részben vagy egészben  a   List o Yu-Gi-Oh! characters című angol Wikipédia-szócikk fordításán alapul.  Az eredeti cikk szerkesztőit annak laptörténete sorolja fel. Ez a jelzés csupán a megfogalmazás eredetét és a szerzői jogokat jelzi, nem szolgál a cikkben szereplő információk forrásmegjelöléseként.